# Nathalie Marchak
Nathalie Marchak est une scénariste et réalisatrice française, née le 11 juin 1979.

## Biographie
Après des études de droit, en parallèle avec une formation à l'école d'art dramatique Jean Périmony, des débuts comme comédienne au théâtre et des apparitions dans les films Les Parisiens de Claude Lelouch et Les Poupées russes de Cédric Klapisch, Nathalie Marchak obtient, après une maîtrise de droit à l'université Panthéon-Assas Paris II, et un MBA à l'ESSEC, un diplôme de réalisation à l'université de New York, puis un master de droit à l'université Harvard en 2007. De retour en France, elle travaille dans la production avant de devenir scénariste et réalisatrice de plusieurs courts-métrages.
Dans la production, sous son nom de naissance Marchac, elle a exercé brièvement en tant que business affairs chez MK2,. Elle a ensuite exercé les fonctions de directrice financière de la société Cine Nomine et de directrice des opérations de la Sofica Uni Etoile, où elle contribue au financement de films français et européens.
Son premier long-métrage en tant que scénariste et réalisatrice, Par instinct, sort en salles le 15 novembre 2017. Il raconte l'histoire d'une avocate, jouée par Alexandra Lamy, à qui une jeune nigériane, jouée par Sonja Wanda, confie son bébé.
En 2018, elle est nommée vice-présidente de l'ARP (Société civile des auteurs réalisateurs producteurs créée par Claude Berri en 1987), dont elle est membre depuis 2017, sous la présidence du cinéaste Radu Mihaileanu.
En 2020, elle témoigne dans le documentaire Pygmalionnes de son expérience de réalisatrice dans l'industrie du cinéma sous l'axe du thème du féminisme. Elle est membre du collectif 50/50 qui a pour but de promouvoir l’égalité des femmes et des hommes et la diversité dans le cinéma et l’audiovisuel,. Son engagement contre le harcèlement sexuel dans le monde du cinéma se traduit notamment par un appel à recueillir des signalements et accompagner les victimes au sein de l'ARP.
En 2021, un scénario qu'elle a écrit, intitulé A Beautiful Journey (La belle Aventure), est sélectionné dans une liste de 25 scenarii en anglais à haut potentiel international écrits par des femmes annoncée pendant le Marché du film de Cannes,.
En 2023, sa mini-série policière, Les Siffleurs, avec Nadia Farès et Charles Berling, diffusée sur France 2, aborde la thématique du harcèlement sexuel. Elle a obtenu le Trophée Coup de Coeur du Media Club Elles en 2024.  
La même année, Nathalie Marchak est membre du jury de la compétition des séries documentaires, aux côtés de Mélissa Theuriau et Asif Kapadia, lors de la sixième édition de Canneseries. 
Elle est actuellement vice-présidente de l'ARP sous la présidence de Jeanne Herry et d'Olivier Nakache. 

### Famille et vie privée
Nathalie Marchak est la fille de la professionnelle de la communication Nina Mitz et du chirurgien plasticien Daniel Marchac, et la sœur du chirurgien plasticien Alexandre Marchac. 

## Filmographie

### Télévision

#### Réalisatrice et scénariste
- 2023 : Les Siffleurs  avec Nadia Farès, Charles Berling, Ludmilla Makowski, Sophie Breyer, Marion Delage, Antoine Chappey, Léo Legrand, Robin Migne (production Storia TV/ Mediawan pour France 2) : deux épisodes de 2 fois 90 minutes

### Cinéma

#### Réalisatrice et scénariste

##### Long-métrage
- 2017 : Par instinct avec Alexandra Lamy, Sonja Wanda et Brontis Jodorowsky (diffusé sur Canal +, Cine +, Amazon Prime Video France)

##### Courts-métrages
- 2016 : Happy New Year (diffusé sur OCS, TF1)
- 2011 : Fatou avec Ella Godonou, Manon Lauvergeat, Frédéric Graziani et Anne Charrier écrit par Christophe Martinolli pour la collection Femmes Tout Court